# Шкільненська селищна рада
Шкільненська се́лищна ра́да — адміністративно-територіальна одиниця та орган місцевого самоврядування в Сімферопольському районі Автономної Республіки Крим. Адміністративний центр — селище Шкільне.

## Загальні відомості
- Населення ради: 2 127 осіб (станом на 2001 рік)

## Населені пункти
Селищній раді підпорядковані населені пункти:
- с-ще Шкільне

## Історія
18 липня 2001 року Верховна Рада Автономної Республіки Крим у Сімферопольському районі взяла на облік селище Шкільне та утворила Шкільненську селищну раду з центром у селищі Шкільне.

### Депутати
За результатами місцевих виборів 2010 року депутатами ради стали:

#### За суб'єктами висування
| Суб'єкт висування           | Кількість обраних депутатів | %  |
| --------------------------- | --------------------------- | -- |
| Партія регіонів             | 11                          | 55 |
| Комуністична партія України | 6                           | 30 |
| Самовисування               | 3                           | 15 |

#### За округами
| № округу                    | Прізвище, ім'я, по батькові    | Дата визнання обраним | Освіта             | Партійна приналежність            | Відомості про обраного депутата                                        |
| --------------------------- | ------------------------------ | --------------------- | ------------------ | --------------------------------- | ---------------------------------------------------------------------- |
| Комуністична партія України |                                |                       |                    |                                   |                                                                        |
| 2                           | Калашніков Сергій Юрійович     | 02.11.2010            | вища               | член Комуністичної партії України | «Укрпроєктреставрація», начальник відділу по будівництву і реставрації |
| 7                           | Кошелев Леонід Олександрович   | 02.11.2010            | середня            | член Комуністичної партії України | пенсіонер                                                              |
| 8                           | Асанов Равіль Андрійович       | 02.11.2010            | вища               | член Комуністичної партії України | Кубанська загальноосвітня школа, вчитель                               |
| 9                           | Смолякова Елліна Миколаївна    | 02.11.2010            | вища               | член Комуністичної партії України | Сімферопольська загальноосвітня школа № 40, вчитель                    |
| 16                          | Порікалова Галина Іванівна     | 02.11.2010            | вища               | позапартійна                      | Сімферопольська міська стоматологічна поліклініка, реєстратор          |
| 19                          | Резник Василь Павлович         | 02.11.2010            | вища               | позапартійний                     | пенсіонер                                                              |
| Партія регіонів             |                                |                       |                    |                                   |                                                                        |
| 1                           | Климчук Ольга Миколаївна       | 03.03.2013            | вища               | член Партії регіонів              | приватний підприємець                                                  |
| 4                           | Косіченко Оксана Анатоліївна   | 02.11.2010            | вища               | член Партії регіонів              | компанія «AVON», менеджер                                              |
| 5                           | Руцкий Олександр Олександрович | 02.11.2010            | вища               | позапартійний                     | МЗП в ЗАТ «Камоцци пневматик Сімферополь», слюсар                      |
| 6                           | Гринчук Альона Вікторівна      | 02.11.2010            | середня            | член Партії регіонів              | Шкільненська селищна рада, спеціаліст по роботі з населенням           |
| 10                          | Сидорчук Сергій Степанович     | 02.11.2010            | середня            | член Партії регіонів              | ВАТ «СУ-813», водій                                                    |
| 11                          | Іванніков Віталій Васильович   | 02.11.2010            | середня            | член Партії регіонів              | приватний підприємець                                                  |
| 12                          | Логно Ігор Петрович            | 03.11.2013            | середня спеціальна | член Партії регіонів              | ТОВ «Тріада», водій                                                    |
| 13                          | Бударіна Ірина Вікторівна      | 03.11.2013            | середня спеціальна | член Партії регіонів              | тимчасово не працює                                                    |
| 14                          | Куїсов Іван Юрійович           | 02.11.2010            | вища               | позапартійний                     | Кубанська загальноосвітня школа, вчитель                               |
| 17                          | Нестеренко Галина Миколаївна   | 02.11.2010            | середня            | член Партії регіонів              | фельдшерсько-акушерський пункт с. Шкільне, завідувачка                 |
| 18                          | Коваленко Роман Вікторович     | 03.11.2013            | середня спеціальна | член Партії регіонів              | Будинок культури сел. Шкільне, керівник                                |
| Самовисування               |                                |                       |                    |                                   |                                                                        |
| 3                           | Лущик Іван Андрійович          | 02.11.2010            | вища               | член Партії регіонів              | Сімферопольська районна рада, помічник консультант депутата            |
| 15                          | Попов Микола Васильович        | 02.11.2010            | вища               | член Партії регіонів              | приватний підприємець                                                  |
| 20                          | Шевченко Віктор Іванович       | 02.11.2010            | вища               | позапартійний                     | ЦДЮТ Сімферопольського р-ну, керівник гуртка авіа моделювання          |